# Обухов, Дмитрий Алексеевич
Дми́трий Алексе́евич О́бухов (9 июля 1983, Казань) — российский хоккеист, нападающий.
Большую часть карьеры провёл в казанском «Ак Барсе». В 2018 году выступал в клубе ВХЛ «Барс», затем безуспешно пытался пройти просмотр в словацкой «Дукле», после чего завершил карьеру.
Известен буйным нравом и неподобающим поведением (многочисленные случаи дебоширства и избиений, а также вождение в нетрезвом виде). 27 мая 2019 года был признан виновным в избиении девушки, которая 12 апреля того же года преградила дорогу его автомобилю и приговорен к штрафу в размере 15 тысяч рублей. Сам Обухов свою вину так и не признал.

## Достижения
«Ак Барс»
- Чемпион России: 2006
- Обладатель Кубка европейских чемпионов: 2007
- 3-кратный обладатель Кубка Гагарина: 2009, 2010, 2018
- Серебряный призёр чемпионата России: 2007